# Werner Nordström
Werner Edvard Nordström, född 15 mars 1911 i Kimito, död 15 april 1991 i Ekenäs, var en finländsk förlagschef och skriftställare. 
Nordström blev filosofie kandidat 1934, var redaktör vid Åbo Underrättelser 1936–1943 och verkställande direktör för Ekenäs Tryckeri Ab, utgivare av tidningen Västra Nyland, 1944–1976. Han publicerade bland annat lärdomshistoriska arbeten, Åbo Akademi (1945), Academia Aboensis Rediviva (1968), företagshistoriker, En frisinnad röst (om Åbo Underättelser, två band 1951–1956), Ekenäs sparbank (1959), Svartå bruks historia (1961) samt några kulturhistoriska verk. Han blev politices hedersdoktor 1968.